# Emma, die Perle
Emma, die Perle (OT: Emma) ist ein US-amerikanisches Filmdrama mit komödiantischen Untertönen aus dem Jahr 1932 mit Marie Dressler in der Hauptrolle. Das Drehbuch basiert auf einer Erzählung von Frances Marion, Regie führte Clarence Brown.

## Handlung
Nachdem die Frau des Erfinders Frederick Smith bei der Geburt ihres vierten Kindes gestorben ist, kümmert sich die Hausangestellte Emma um die Kinder. Nach 20 Jahren ist die Familie Smith durch die Patente des Vaters zu Wohlstand gekommen. Der jüngste Sohn Ronnie kommt vom College heim und verkündet, dass er nun die Schule verlassen will, um Pilot zu werden. Ronnie ist Emmas Liebling, doch sie liebt auch die anderen Kinder, Bill, Gypsy und Isabelle, die sich zu verwöhnten Snobs entwickelt haben. Immer wieder entschuldigt Emma das Verhalten der Kinder vor anderen und auch vor dem Vater. Nach 23 Jahren fährt Emma zum ersten Mal in Urlaub. Der etwas zerstreute Frederick fährt sie traurig zum Bahnhof. Emma bekommt Bedenken und will die Familie nicht alleine lassen, doch Frederick besteht darauf, dass sie Urlaub macht. Zur Not würde er sie auch zu den Niagarafällen begleiten. Noch auf dem Bahnhof macht Frederick Emma einen Heiratsantrag, den sie annimmt, trotz ihrer Angst vor dem Tratsch in der Stadt.
Die Reaktion der Kinder ist geteilt. Ronnie freut sich, während die anderen drei sich über die Wahl ihres Vaters bestürzt zeigen. In den Flitterwochen wird das Ehepaar beim Rudern auf einem See von anderen jungen Urlaubern belästigt. Die ganze Aufregung löst bei Frederick einen leichten Herzanfall aus, an dem er bald darauf stirbt. Frederick hat alles seiner Frau Emma vermacht. Emma will den Kindern das Geld zurückgeben. Trotzdem wollen die Kinder, außer Ronnie, den letzten Willen ihres Vaters anfechten. Emma wirft die drei aus dem Haus und erwartet die Verhandlung vor dem Erbschaftsgericht. Ronnie reist nach Kanada, um dort als Pilot zu arbeiten.
Die Anfechtung des Testaments scheitert. Bill, Gypsy und Isabelle klagen Emma nun des Mordes an ihrem Vater an. Als Beweis dient eine verdrehte Aussage des Dienstmädchens Mathilda. Als Ronnie von der Anklage erfährt, fliegt er sofort Richtung Osten, um Emma beizustehen. Doch er wird bei einem Absturz getötet. Emma wird mit der Hilfe des Anwalts Haskins freigesprochen. Doch als sie vom Tode Ronnies erfährt, bricht ihre Welt zusammen. Kurze Zeit später übergibt sie den drei anderen Kindern das Geld in der Hoffnung, sie werden nun besser von ihr denken. Nachdem sie die Leiche Ronnies identifiziert haben, bitten Bill, Gypsy und Isabell Emma um Verzeihung. Sie bitten sie, zu bleiben, doch Emma teilt ihnen mit, dass ihre Arbeit erledigt sei. Aber wo auch immer sie seien, sie würden immer zusammengehören. Emma tritt eine neue Stellung bei einer großen Arztfamilie an. Sie ist gerührt, dass ihr Vorschlag, dass das Neugeborene Ronnie heißen soll, angenommen wird.

## Kritik
Mordaunt Hall von der New York Times lobte Marie Dressler, die ein Porträt von höchster Qualität liefere. Zwar sei die Geschichte sentimental und etwas unglaubwürdig, doch es gäbe kein Desinteresse, sobald Frau Dressler auf der Leinwand erscheine.
Variety urteilte ähnlich. Die ganze Geschichte sei künstlich, manchmal geschickt, doch oftmals nicht intelligent genug gearbeitet. Doch es gebe Marie Dressler, eine Mimin mit einem Sinn für comichafte Charaktere mit tiefgreifendem Pathos.

## Auszeichnungen
Auf der Oscarverleihung 1932 wurde Marie Dressler in der Kategorie Beste Darstellerin für den Oscar nominiert.

## Kinoauswertung
Die Uraufführung fand am 2. Januar 1932 statt. Bei einem geschätzten Budget von 350.000 US-Dollar spielte er in den USA 1.409.000 US-Dollar ein, zu denen weitere 563.000 US-Dollar von den Auslandsmärkten kamen. Bei Gesamteinnahmen von 1.975.000 US-Dollar konnte das Studio am Ende den immensen Gewinn von 898.000 US-Dollar realisieren.